# Surinaamse Padvindsters Raad
De Surinaamse Padvindsters Raad is de Surinaamse organisatie voor meisjesscouts, ook wel gidsen genoemd.
De raad werd op 7 mei 1947 opgericht door Maria Jacoba Paulina Oostburg-Cop. in 1972 werd de raad geassocieerd lid van de World Association of Girl Guides and Girl Scouts. Het motto is Weest Paraat.

## Leden
De Surinaamse Padvindsters Raad is een koepelorganisatie van de volgende twee onafhankelijke lidorganisaties:
- Surinaamse Padvindsters Gilde
- Gidsen Suriname

### Surinaamse Padvindsters Gilde
Het Surinaamse Padvindsters Gilde werd opgericht in mei 1947. Het insigne is gebaseerd op dat van de interreligieuze voormalige Nederlandse padvindersorganisatie Het Nederlands Padvindsters Gilde. De badge bestaat uit een ster met tien punten voor de tien regels in de scouts-wet voor meisjes op een driepas.

### Gidsen Suriname
De Gidsen Suriname werden in augustus 1948 opgericht. Het insigne van de Gidsen Suriname is gebaseerd op het insigne van de voormalige rooms-katholieke Nederlandse Gidsen. De badge bestaat uit een driepas op een  rooms-katholieke krukkenkruis.